# L'Espionne Fräulein Doktor
Ne doit pas être confondu avec Fräulein Doktor (film).
Pour les articles homonymes, voir L'Espionne.
Pour plus de détails, voir Fiche technique et Distribution.
L'Espionne Fräulein Doktor (Stamboul Quest) est un film d'espionnage américain en noir et blanc réalisé par Sam Wood, sorti en 1934.

## Synopsis
En 1915, le chef du contre-espionnage allemand Von Sturm apprend que quelqu'un fournit aux services Britanniques les plans d'une opération stratégique néfaste sur le théâtre turc. Soupçonnant Ali Bey, le commandant turc des Dardanelles, d'être à la manœuvre, il envoie Annemarie à Constantinople afin d'en obtenir la preuve. En route, elle rencontre et tombe amoureuse de Douglas Beall, un touriste Américain. Des complications s'ensuivent, obligeant Annemarie à se lancer dans des improvisations dangereuses.

## Fiche technique
- Titre : L'Espionne Fräulein Doktor
- Titre original : Stamboul Quest
- Réalisation : Sam Wood
- Scénario : Herman J. Mankiewicz et Leo Birinsky (non crédité), d'après une histoire de Leo Birinsky
- Producteurs : Bernard H. Hyman et Sam Wood
- Société de production : MGM
- Photographie : James Wong Howe
- Montage : Hugh Wynn
- Musique : William Axt (non crédité)
- Direction artistique : Cedric Gibbons
- Costumes : Dolly Tree
- Pays de production :  États-Unis
- Langue originale : anglais américain
- Genre : drame, espionnage
- Format : noir et blanc — son : mono (Western Electric Sound System)
- Durée : 86 min
- Dates de sortie :
  - États-Unis : 7 juillet 1934 (première)
  - États-Unis : 13 juillet 1934 (sortie nationale)
  - France : 30 janvier 1936

## Distribution
- Myrna Loy : Annemarie, Fräulein Doktor et Helena Bohlen
- George Brent : Douglas Beall
- Lionel Atwill : von Sturm
- C. Henry Gordon : Ali Bey
- Rudolph Anders : Karl
- Mischa Auer : Ameel Roberts

Acteurs non-crédités
- Helen Freeman : Sœur Ursula
- Lal Chand Mehra : Officier turc
- Belle Mitchell : Employée d'hôtel
- Georges Renavent : Directeur d'hôtel

## Production
Dans son autobiographie Being and Becoming (1988), l'actrice Myrna Loy écrit que le studio MGM a été très prudent quant à la façon dont le scénario décrivait « Fräulein Doktor », car au moment du tournage du film, celle-ci était encore en vie, toxicomane et vivant dans un sanatorium en Suisse. La MGM craignait d'être poursuivi en justice pour diffamation,. Bien que les exploits de Fräulein Doktor ne soient pas bien connus et qu'ils aient été éclipsés par ceux de Mata Hari, c'est peut-être Fräulein Doktor qui a dénoncé Mata Hari, ce qui a conduit cette dernière au peloton d'exécution français pour accusation d'espionnage. Fräulein Doktor elle-même n'a jamais été arrêtée.

## Genèse
Le film traite d'un personnage ayant réellement vécu, celui d'une espionne énigmatique surnommée « Fräulein Doktor », qui aurait agi pour le compte des services secrets germaniques, au cours de la Première Guerre mondiale. Le personnage de Fraülein Doktor avait déjà fait l'objet de deux films en 1937 : 
- Mademoiselle Docteur ((Under Secret Orders) d'Edmond T. Gréville, avec Dita Parlo et John Loder[3] ;
- Salonique, nid d'espions de Georg Wilhelm Pabst, avec Dita Parlo et Louis Jouvet.

Un autre film sortira en 1969 : Fräulein Doktor d'Alberto Lattuada avec Suzy Kendall.

## Autour du film
- Tournage du 14 mai 1934 au 11 juin 1934[4].
- Le film évoque la vie de Mata Hari à travers le personnage réel de Fräulein Doktor dont la production apporta un soin particulier à sa représentation afin d'éviter un procès en diffamation[5].
- Jack Conway fut appelé pour retourner quelques scènes en l'absence de Sam Wood[6].
- Durant le tournage, le valet de l'acteur George Brent fut accusé d'homicide involontaire après un accident de voiture lors duquel son passager trouva la mort. L'acteur dut momentanément quitter le tournage pour lui venir en aide[7].
- Myrna Loy interpréta ici son dernier rôle de séductrice[8].
- Le film engrangea un profit de 235 000 dollars[9].
- L'acteur George Brent, bien que sous contrat avec la Warner Bros, fut prêté par la firme à la MGM[10].